# Austrochrysa hexasticha
Austrochrysa hexasticha là một loài côn trùng trong họ Chrysopidae thuộc bộ Neuroptera. Loài này được Gerstaecker miêu tả năm 1894.